# Tourzel-Ronzières
Tourzel-Ronzières – miejscowość i gmina we Francji, w regionie Owernia-Rodan-Alpy, w departamencie Puy-de-Dôme.
Według danych na rok 1990 gminę zamieszkiwały 164 osoby, a gęstość zaludnienia wynosiła 14 osób/km² (wśród 1310 gmin Owernii Tourzel-Ronzières plasuje się na 684. miejscu pod względem liczby ludności, natomiast pod względem powierzchni na miejscu 754.).